# Maimón (Puerto Plata)
Maimón es un distrito municipal perteneciente a la provincia de Puerto Plata. Ubicado a 14 km de la ciudad de Puerto Plata y a 13 km del municipio de Imbert.

## Historia
Fue creado por la ley no. 3455 del 21 de diciembre del 1952 que dice lo siguiente:
Art. 1.- La sección de Maimón, del municipio de Puerto Plata, provincia Puerto Plata, queda elevada a la categoría de distrito municipal, con el nombre de Distrito Municipal Maimón.
Art. 2.- El distrito municipal Maimón estará constituido por las siguientes secciones: Maimón, con su paraje Los Bonillas; Don Gregorio, con su paraje Las Cienes; San Cristóbal; Los Caños; Los Castillo; Los Dajaos; Los Tejada, con sus parajes Los Boboses y El Chavón; Las Avispas, con su paraje Guarda Raya; Los Cacaos; La Seiba; Guzmancito, con su paraje La Perrita; El Toro; Palo Indio; El Burro; Cambiaz.
Art. 3.- Los límites del municipio son:
```
*Al norte el océano 
Atlántico
,
*Al sur El Cupey,
*Al este 
Puerto Plata
 y
*Al oeste el municipio de 
Imbert
```

Art. 4.- La Procuraduría General de la República, La Secretaría de Estado de Interior y Policía, la Liga Municipal Dominicana, la Junta Central Electoral y la Suprema Corte de Justicia, adoptarán las medidas de carácter administrativo necesarias para la ejecución de esta ley.
Art. 5.- La presente ley modifica cuanto sea necesario la ley No.5220, sobre División Territorial de la República Dominicana, del 21 de septiembre del año 1959, y sus modificaciones.
Art. 6.- La presente ley entrará en vigor a partir de su promulgación DADA en la Sala de Sesiones de la Cámara de Diputados, Palacio del Congreso Nacional, en Santo Domingo de Guzmán, Distrito Nacional, capital de la República Dominicana, a los dieciocho días del mes de abril del año dos mil seis; años 163º de la Independencia y 143º de la Restauración.

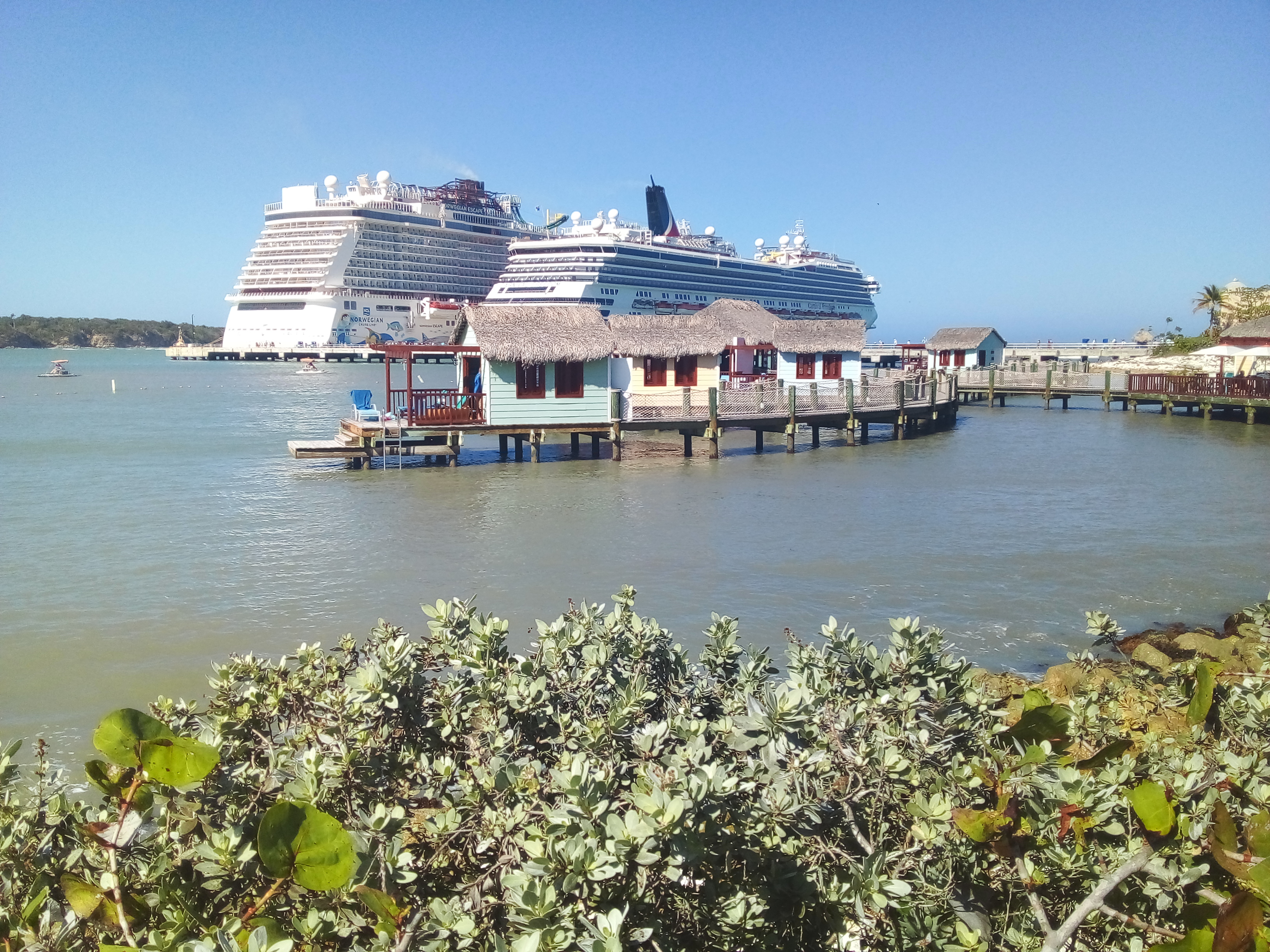
Terminal de Cruceros Amber Cove.

## Economía
El distrito municipal depende del turismo y la ganadería, ya que cuenta con la terminal turística Amber Cove en la bahía de Maimon y también cuenta con restaurantes y pescaderías como es la Pescadería Don Juan. En cuanto a la ganadería la mayoría de los maimoneros tienen vacas y toros como su inversión.
Unas de las comunidades de mayor desarrollo y organización en los últimos años es Los Caños; Ubicada a 5 minutos aproximadamente de Maimón Centro. Se destaca por la gran cosecha de sandías y lechozas.
En la comunidad de Los Caños se celebra unos de los torneos de softbol más grandes y exitosos de la región norte por el <Club Juventud Cristiana Los Caños>.

## Población
En el censo nacional de población y vivienda del 2010 el distrito municipal tenía una población de 21,725 habitantes, de los cuales 11,307 eran hombres y 10,418 mujeres